# جمال امید
جمال امید (زاده ۱۳۲۵ در رشت) نویسنده، فیلم‌نامه‌نویس، روزنامه‌نگار، منتقد و تاریخ‌نگار سینما اهل ایران است.
وی فعالیت مطبوعاتی خود را از سال ۱۳۴۳ و با نشریه خوشه به سردبیری احمد شاملو آغاز کرد و پس از آن به سردبیری نشریات سینمایی از جمله ماهنامه ستاره سینما و سینما (۱۳۵۵–۱۳۵۸) رسید.
وی عضو هیئت مؤسس و مدیرعامل سابق موزه سینمای ایران نیز بوده‌است. او با کتابهای متعددش اولین تاریخ‌نگار سینمای ایران محسوب می‌شود.

## فیلم‌نامه
- جستجو در شهر (۱۳۶۴)
- جنجال بزرگ (۱۳۶۳)
- مردی که زیاد می‌دانست (۱۳۶۳)
- تعقیب تا جهنم (۱۳۵۲)
- خوشگذران (۱۳۵۲)
- محبوب بچه‌ها (۱۳۵۲)
- حکیم‌باشی (۱۳۵۱)
- مرد اجاره‌ای (۱۳۵۱)
- جمعه شیرین (۱۳۴۹)
- معجزه قلب‌ها (۱۳۴۸)
- کشتی نوح (۱۳۴۷)
- گردباد زندگی (۱۳۴۷)

## طرح اولیه داستان از
- من مادر هستم (۱۳۹۰)
- جایی برای زندگی (۱۳۸۳)
- آخرین بندر (۱۳۷۳)
- دو نفر و نصفی (۱۳۷۰)
- ساوالان (۱۳۶۸)
- ترن (۱۳۶۶)
- چشمان بسته (۱۳۵۴)

## کتاب‌ها
- محصولات سینمای ایران ۱۳۵۰
- محصولات سینمای ایران ۱۳۵۳
- فرهنگ فیلم‌های ایرانی (سه جلد)
- سینمای ایران (دو جلد، با همکاری بهرام ری‌پور ترجمه از زبان انگلیسی)
- سینمای جهان سوم
- عبدالحسین سپنتا، زندگی و سینما
- آوانس اوگانیانس، زندگی و سینما
- ۱۰۰ فیلم پرفروش سینمای جهان
- تاریخ سینمای ایران (جلد اول ۱۲۷۹ تا ۱۳۵۷)
- تاریخ سینمای ایران (جلد دوم، ۱۳۵۸ تا ۱۳۶۹)
- تاریخ سینمای ایران (جلد سوم، ۱۳۷۰ تا ۱۳۸۰)
- فرهنگ فیلم‌های ایرانی (جلد چهارم)
- فرهنگ سینماگران زن از آغاز
- جغرافیای سینمای ایران
- هزار فیلم، هزار نکته
- تاریخچهٔ فیلم‌های خارجی (از ۱۲۷۹ تا ۱۳۸۵)